# Christiane Becker-Neumann
Christiane Becker-Neumann (15 décembre 1778 - 22 septembre 1797) est une actrice prussienne. 

## Biographie
Elle est la fille du directeur de théâtre et poète Johann Christian Neumann. Elle débute en 1787 à Weimar.
Elle apprend la comédie auprès de Goethe et Corona Schröter.

## Literatur
- (de) August Förster, « Becker, Christiane », dans Allgemeine Deutsche Biographie (ADB), vol. 2, Leipzig, Duncker & Humblot, 1875, p. 221
- (de) Hans Knudsen, « Becker, geborene Neumann, Christiane Louise Amalie », dans Neue Deutsche Biographie (NDB), vol. 1, Berlin, Duncker & Humblot, 1953, p. 713 (original numérisé).
- Hans Wahl (de), Anton Kippenberg: Goethe und seine Welt. Insel, Leipzig 1932, S. 154.